# Vuelo 102 de American Airlines
El vuelo 102 de American Airlines era un vuelo regular operado por un McDonnell Douglas DC-10 desde el Aeropuerto Internacional Daniel K. Inouye al Aeropuerto Internacional de Dallas-Fort Worth. El 14 de abril de 1993, al aterrizar, llovía en el Aeropuerto Internacional de Dallas-Fort Worth y se desató una fuerte tormenta eléctrica en la zona. Poco después de tocar tierra en la pista 17L,el piloto perdió el control direccional al comenzar a girar en dirección de veleta, desviándose por el lado derecho de la pista. Los 202 ocupantes a bordo sobrevivieron, y dos pasajeros sufrieron heridas graves durante la evacuación de emergencia. La aeronave sufrió graves daños y fue declarada inutilizable.
La Junta Nacional de Seguridad en el Transporte concluyó que la causa del accidente fue la falla del capitán en utilizar la técnica adecuada de control direccional durante el aterrizaje.

## Antecedentes

### Aeronave

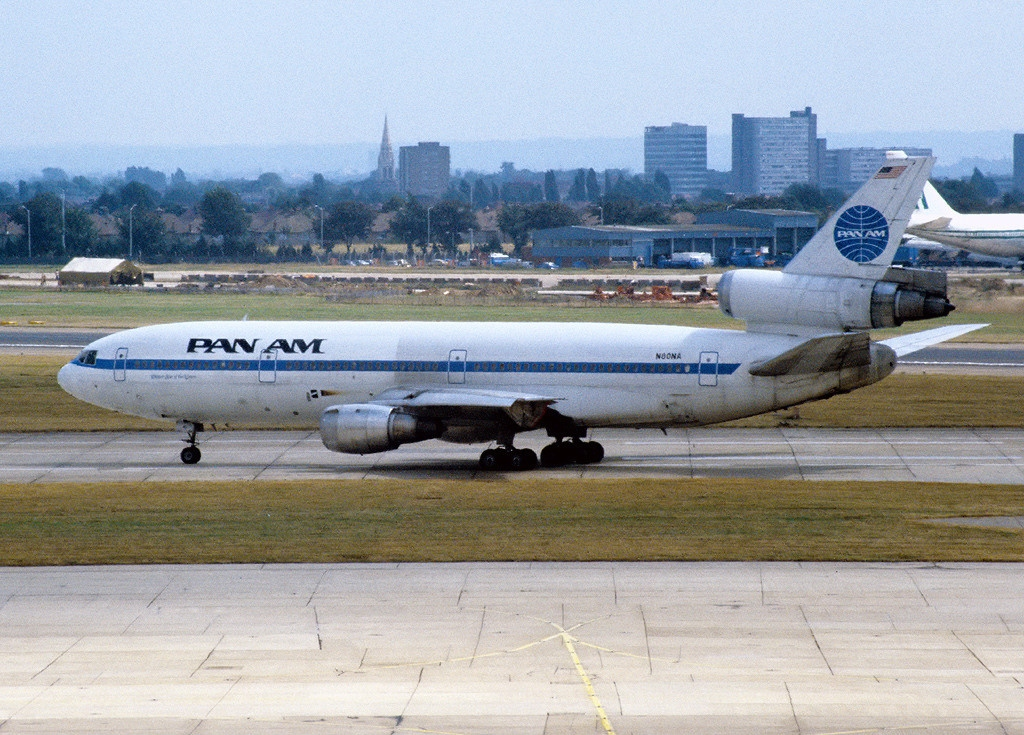
La aeronave involucrada, mientras operaba para Pan Am bajo la matrícula N80NA

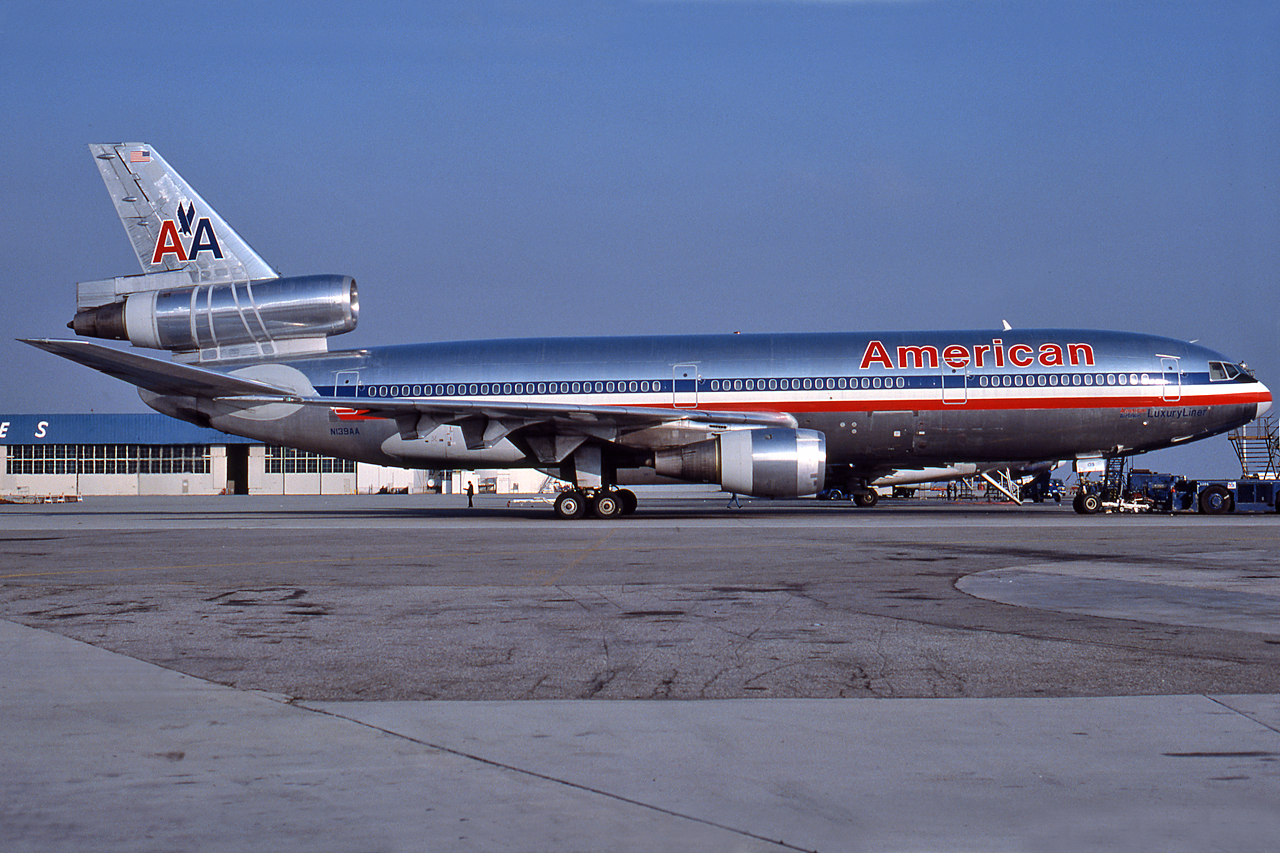
N139AA, la aeronave involucrada en el accidente

La aeronave involucrada fue un McDonnell Douglas DC-10-30, MSN 46711, matriculado como N139AA, que fue fabricado por McDonnell Douglas en 1973. La aeronave registró 74.831 horas de fuselaje y 17.920 ciclos de despegue y aterrizaje.

### Tripulación de vuelo
El avión tenía una tripulación de tres personas. El capitán, Kenneth Kruslyak, de 59 años, acumulaba un total de 12.562 horas de vuelo, 555 de las cuales en el DC-10. Empezó a trabajar para American Airlines el 1 de agosto de 1966 y fue designado capitán del DC-10 en noviembre de 1991. Kruslyak poseía un Certificado de Piloto de Transporte de Línea Aérea y estaba habilitado para volar en el DC-10, el Boeing 727 y el DC-9, además de tener una habilitación de tipo comercial para el Boeing 377.: 24 El primer oficial, David Harrell, de 40 años, acumulaba 4454 horas de vuelo con American Airlines, 554 de ellas en el DC-10. El ingeniero de vuelo, Francis Roggenbuck, de 60 años, tenía un certificado vigente de Ingeniero de Vuelo. Ingresó en American Airlines en octubre de 1955. Roggenbuck acumulaba un total de 20 000 horas de vuelo, todas ellas como ingeniero de vuelo, de las cuales 4800 fueron en el DC-10.: 24–25 

### Tripulación de cabina y pasajeros
El avión transportaba diez tripulantes de cabina y 189 pasajeros.

## Accidente

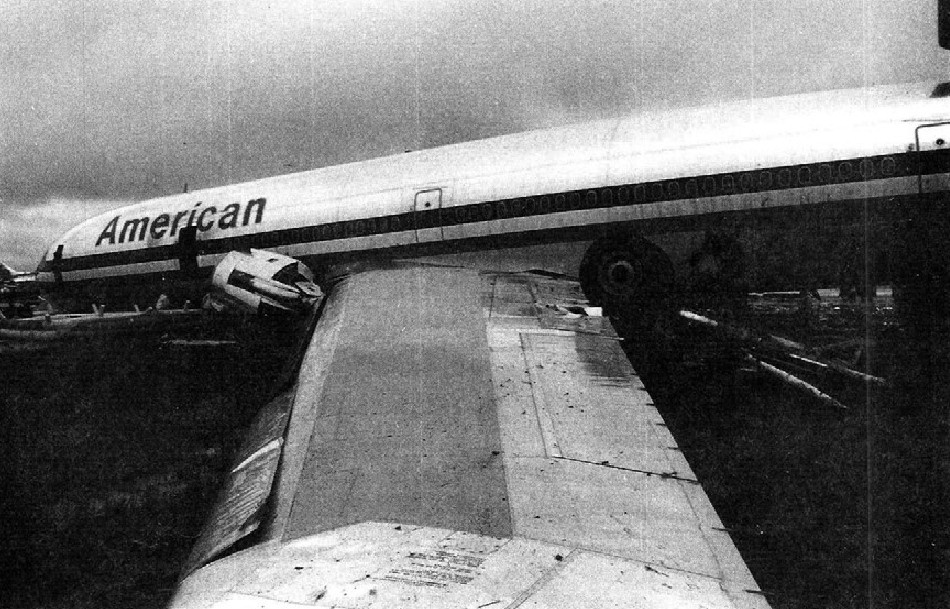
Otra vista de la aeronave en la pista

Cuando el avión aterrizó, comenzó a virar en dirección de veleta y se desvió hacia el lado derecho de la pista 17L.La aeronave se hundió en el lodo profundo, colapsando el tren de aterrizaje delantero y dañando el motor y el ala izquierdos. Un pequeño incendio fue extinguido rápidamente por los bomberos que llegaron de un parque de bomberos del aeropuerto cercano. La aeronave se detuvo en una calle de rodaje adyacente y se inclinó bruscamente hacia un lado, lo que provocó que algunos toboganes de evacuación se desplegaran incorrectamente. Durante la evacuación de emergencia subsiguiente, dos pasajeros cayeron de los toboganes y sufrieron lesiones graves. Tres tripulantes y 35 pasajeros sufrieron lesiones leves en el accidente y la evacuación de emergencia.

## Investigación

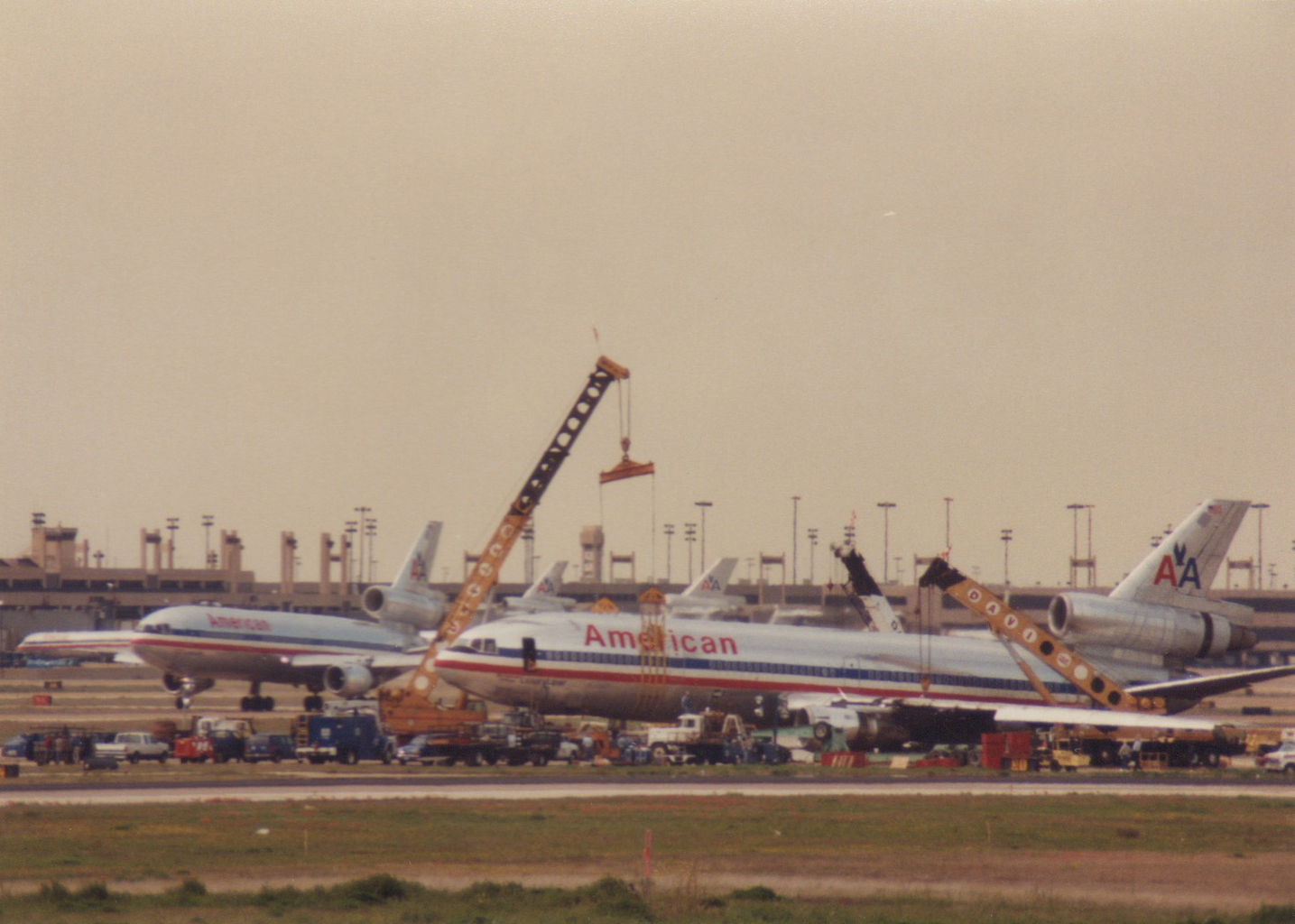
La aeronave siendo retirada de la pista, mientras otro DC-10 de American Airlines despega

La Junta Nacional de Seguridad en el Transporte concluyó que la causa del accidente fue:

Al aterrizar el vuelo AA102 en el Aeropuerto DFW, llovía y había numerosas tormentas eléctricas en la zona. Poco después de aterrizar en la pista 17L, el piloto perdió el control direccional cuando el avión comenzó a girar en dirección de veleta y el capitán no logró controlar el timón lo suficiente para recuperar la trayectoria correcta. El avión finalmente se salió por el lado derecho de la pista. Al aterrizar, el viento (viento cruzado) soplaba a 15 nudos con ráfagas de aproximadamente 5 nudos por encima de la velocidad constante.